# Waxweiler

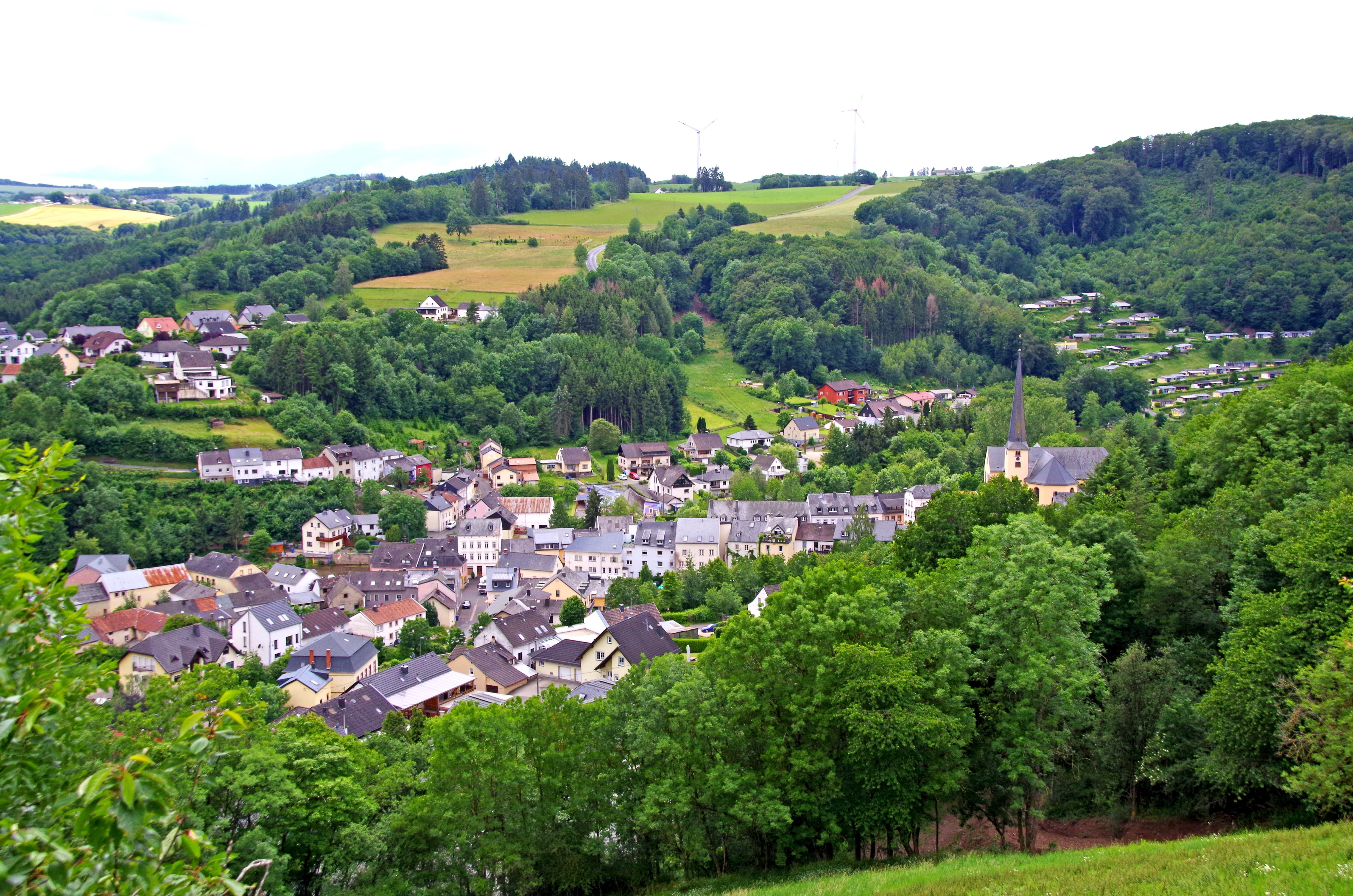
Waxweiler von Nordosten

Waxweiler ist eine Ortsgemeinde im Eifelkreis Bitburg-Prüm in Rheinland-Pfalz. Sie gehört der Verbandsgemeinde Arzfeld an. Waxweiler ist ein staatlich anerkannter Erholungsort und gemäß Landesplanung als Grundzentrum ausgewiesen.

## Geographie

### Lage
Die Siedlung befindet sich im Westen der Eifel, nur wenige Kilometer östlich der Staatsgrenzen zu Luxemburg und Belgien. Sie liegt an der Prüm.
Heilhausen ist ein Ortsteil von Waxweiler, zum Ortsteil Waxweiler gehören auch die Wohnplätze Ginshausermühle, Godeshausermühle, In der Kaul und Konradshof.

### Nachbargemeinden
Angrenzende Ortsgemeinden sind Merlscheid und Pintesfeld im Norden, Lascheid im Nordosten, Lambertsberg im Osten, Mauel im Südosten, Niederpierscheid im Süden, Lauperath im Südwesten sowie Manderscheid und Kinzenburg im Nordwesten.

## Geschichte
Lange Zeit vermutete man die Ursprünge des Ortes in der Zeit um 700, doch 2002 legte man die bereits zu Beginn des 20. Jahrhunderts entdeckten Überreste einer römischen Siedlung frei, die schon auf etwa 150 nach Christus datiert werden. In unmittelbarer Nähe zu der Siedlung fand man zudem ein römisches Brandgräberfeld aus dem späten 1. und 2. Jahrhundert n. Chr.
Die erste urkundliche Erwähnung des Ortes unter dem Namen „Waleswilre“ erfolgte in einem vom Prümer Abt Farabert II. am 15. Juli 943 ausgestellten Prekarie-Vertrag, in dem ein Ramengar und seine Ehefrau Adalgard der Abtei Prüm ihre Güter in Waxweiler zuwendeten. 1222 erwähnt der Prümer Ex-Abt Caesarius den Ort unter dem Namen „Wasvilre“ im Kommentar zum Prümer Urbar.
Waxweiler gehörte zur luxemburgischen Herrschaft Neuerburg. Im Jahr 1353 verkaufte Friedrich von der Neuerburg den Ort Waxweiler für 1000 Pfund schwere Turnosen an den Trierer Erzbischof Balduin, vermutlich auf Wiederkauf, denn zu Beginn des 15. Jahrhunderts war Waxweiler im Besitz der Herren von Neuerburg. Im Jahr 1414 verliehen Irmgard von Bolchen, Erbin der Herrschaften Kronenburg und Neuerburg und ihr Gemahl Johann von Rodemachern den Einwohnern von Waxweiler dieselben Rechte und Freiheiten, wie sie die Bürger der Stadt Neuerburg seit 1332 hatten. Gerhard von Rodemachern, Irmgards und Johanns Sohn, bestätigte 1440 die Freiheiten von Waxweiler. In einer Beschreibung der Verhältnisse in der Herrschaft Neuerburg aus dem Jahr 1683 wurde Waxweiler wie folgt beschrieben: „Die Freiheit Wachsweiler, ehemals mit Mauern umgeben, jetzt in Ruinen, mit zwanzig Häusern, deren Einwohner Bürgerrecht genießen, hängt von Neuerburg ab und die Herren von Neuerburg haben hohe, mittlere und niedere Gerichtsbarkeit, Jagd, Fischerei usw., setzen einen Mayer und sieben Schöffen. Die Herren beziehen jährlich eine Taler und sieben Schilling in Gelde und drei Malter Roggen von der Mühle, zwei Malter vom Bann, Ofen und Renten, Hühner und Eier von einigen privaten“. Das Gericht Waxweiler gliederte sich in die Meierei Manderscheid und die Freiheit Waxweiler. Zur Meierei Manderscheid gehörten auch die Ortschaften Heilhausen, Kinzenburg (Teil), Kopscheid, Lauperath und Pintesfeld. Der Status der Freiheit Waxweiler innerhalb der Herrschaft Neuerburg und zugleich innerhalb des Herzogtums Luxemburg blieb bis 1794 unverändert.
Im Jahr 1794 hatten französische Revolutionstruppen die Österreichischen Niederlande, zu denen das Herzogtum Luxemburg gehörte, besetzt und im Oktober 1795 annektiert. Unter der französischen Verwaltung gehörte das Gebiet zum Kanton Arzfeld, der verwaltungsmäßig dem Departement Wälder zugeordnet war. Waxweiler wurde Hauptort (chef-lieu) einer Mairie.
Aufgrund der Beschlüsse auf dem Wiener Kongress wurde 1815 das vormals luxemburgische Gebiet östlich der Sauer und der Our dem Königreich Preußen zugeordnet. Unter der preußischen Verwaltung gehörte die Gemeinde Waxweiler, damals in der Regel noch „Wachsweiler“ geschrieben, von 1816 an dem Kreis Prüm im Regierungsbezirk Trier und von 1822 an zur Rheinprovinz. Waxweiler wurde Sitz der gleichnamigen Bürgermeisterei, zu der acht Gemeinden gehörten.
In der Eiflia illustrata aus den 1850er Jahren wurde für Waxweiler angemerkt, dass der Ort seit der preußischen Besitznahme ein ganz anderes Ansehen erhalten habe, die Straßen sind gepflastert und mehrere neue Häuser gebaut worden. Waxweiler war seit 1821 Sitz eines Friedensgerichts, hatte eine Apotheke und eine Postexpedition erhalten. Jährlich wurden zwei Kram- und Viehmärkte gehalten.
Im Mai 1902 stimmte der preußische Landtag einem Gesetzentwurf zu, auf Grund dessen der Bau der Strecke Pronsfeld–Waxweiler und der Strecke Pronsfeld–Neuerburg in 1903 beginnen konnte. Mit dem Bau erfolgte der Anschluss über die Westeifelbahn an das deutsche Bahnnetz; er war für die wirtschaftliche Entwicklung des Landes von großer Bedeutung, wurde aber auch aus militärstrategischen Gründen (Schlieffen-Plan) genehmigt. Beide Strecken wurden am 6. Juli 1907 feierlich eröffnet. Kaiser Wilhelm II. und ersatzweise der Kronprinz Wilhelm waren wegen der Wichtigkeit dieses Ereignisses eingeladen, folgten der Einladung jedoch nicht. Die im Zweiten Weltkrieg stark beschädigte Bahnstrecke wurde 1950 wieder eröffnet. 1964 wurde der Personenverkehr eingestellt. 1987 erfolgte die Streckenstilllegung. Die Gleise wurden abgebaut.
Am 1. April 1972 wurde die bis dahin selbständige Gemeinde Heilhausen eingemeindet.
Bevölkerungsentwicklung
Die Entwicklung der Einwohnerzahl von Waxweiler bezogen auf das heutige Gemeindegebiet; die Werte von 1871 bis 1987 beruhen auf Volkszählungen:
| Jahr | Einwohner |
| ---- | --------- |
| 1815 | 590       |
| 1835 | 793       |
| 1871 | 759       |
| 1905 | 764       |
| 1939 | 915       |
| 1950 | 1033      |
| 1961 | 974       |

| Jahr | Einwohner |
| ---- | --------- |
| 1970 | 1073      |
| 1987 | 1155      |
| 1997 | 1228      |
| 2005 | 1138      |
| 2011 | 1075      |
| 2017 | 1101      |
| 2024 | 1.052     |

## Politik

### Bürgermeister
- Martin Krohn, Freie Wähler, ab 2024
- Manfred Groben wurde 2014 auf Wahlvorschlag der CDU mit 65,6 % der Stimmen zum Ortsbürgermeister gewählt.[12] Bei der Direktwahl am 26. Mai 2019 wurde er mit einem Stimmenanteil von 78,14 % für weitere fünf Jahre in seinem Amt bestätigt.[13]
- Grobens Vorgänger als Ortsbürgermeister war bis 2014 Klaus Juchmes.[12]

### Kommunale Einrichtungen
- Grundschule mit Ganztagsangeboten/-betreuung
- Kindergarten
- Bürgerhaus
- Haus des Gastes
- Freibad
- Wohnmobilstellplatz
- Sportplatz
- Rastplatz

### Wappen
| Wappen von Waxweiler | Blasonierung: „Gespalten und vorn erhöht geteilt, oben in Gold (Gelb) ein rotes Ankerkreuz, unten neunmal von Silber (Weiß) und Blau geteilt; hinten in Rot eine auf- und linksgerichtete, goldene (gelbe) Schlange, von liegendem silbernen (weißen) Doppelhaken durchbohrt.“ |
| Wappen von Waxweiler | Wappenbegründung: Das rote Ankerkreuz entstammt dem Wappen der Irmgard von Bolchen, die 1414 Waxweiler die Stadtrechte erteilte. Silber und Blau sind die Farben des Herzogtums Luxemburg, dem früheren Landesherrn. Die Farbe Rot in der linken Schildhälfte weist auf den Pfarrpatron, Johannes der Täufer, hin; die Schlange entstammt dem Wappen des Anfang des 17. Jahrhunderts in Waxweiler tätig gewesenen Pfarrers. Das Wappen wurde von Joseph Decku aus Unkel entworfen und am 30. März 1967 vom rheinland-pfälzischen Innenministerium genehmigt. |

## Sehenswürdigkeiten

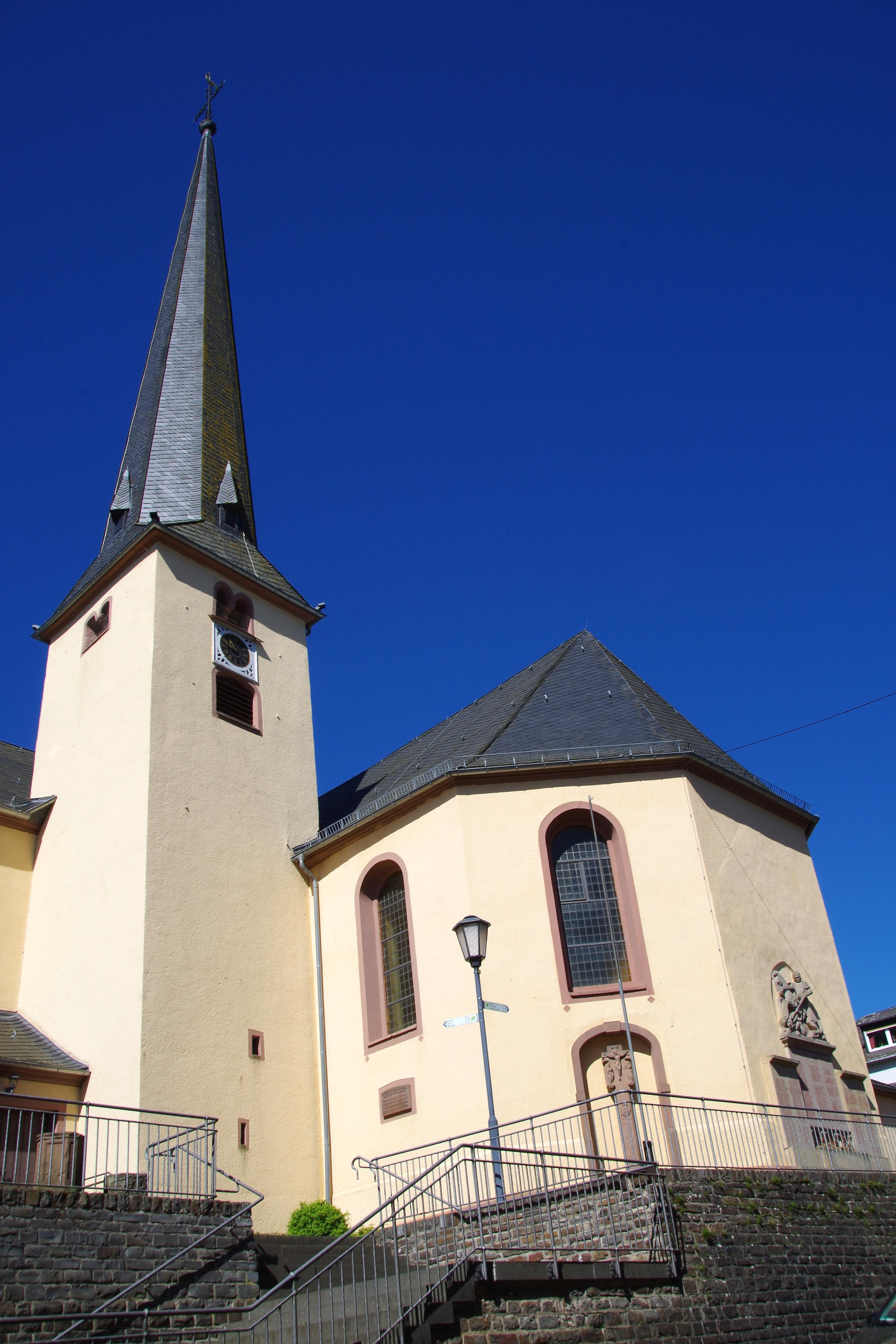
Katholische Pfarrkirche St. Johannes Baptist

- Pfarrkirche St. Johannes der Täufer um 1770 erbaut. Eine Gedenktafel erinnert hier an den sagenhaften Ursprung der Echternacher Springprozession. Der Legende nach hatten die Waxweiler vor der Kirche gefeiert und getanzt, statt drinnen der Predigt zu folgen. Zur Strafe verdammte sie der heilige Willibrord, von nun an immerwährend weiterzutanzen und zu springen. Später erlöste er sie jedoch gegen das Versprechen, nach Echternach zu pilgern, von wo aus der heilige Willibrord zu seiner Missionsarbeit aufgebrochen war. Es ist das Privileg der Waxweiler, die am Pfingstdienstag stattfindende Prozession anzuführen.
- Kriegsgräberstätte Waxweiler im kommunalen Friedhof
- Pestkreuz von 1634
- Mariensäule von 1948
- mehrere Bußkreuze
- Naturdenkmal Napoleonseiche

## Freizeit, Tourismus und Verkehr

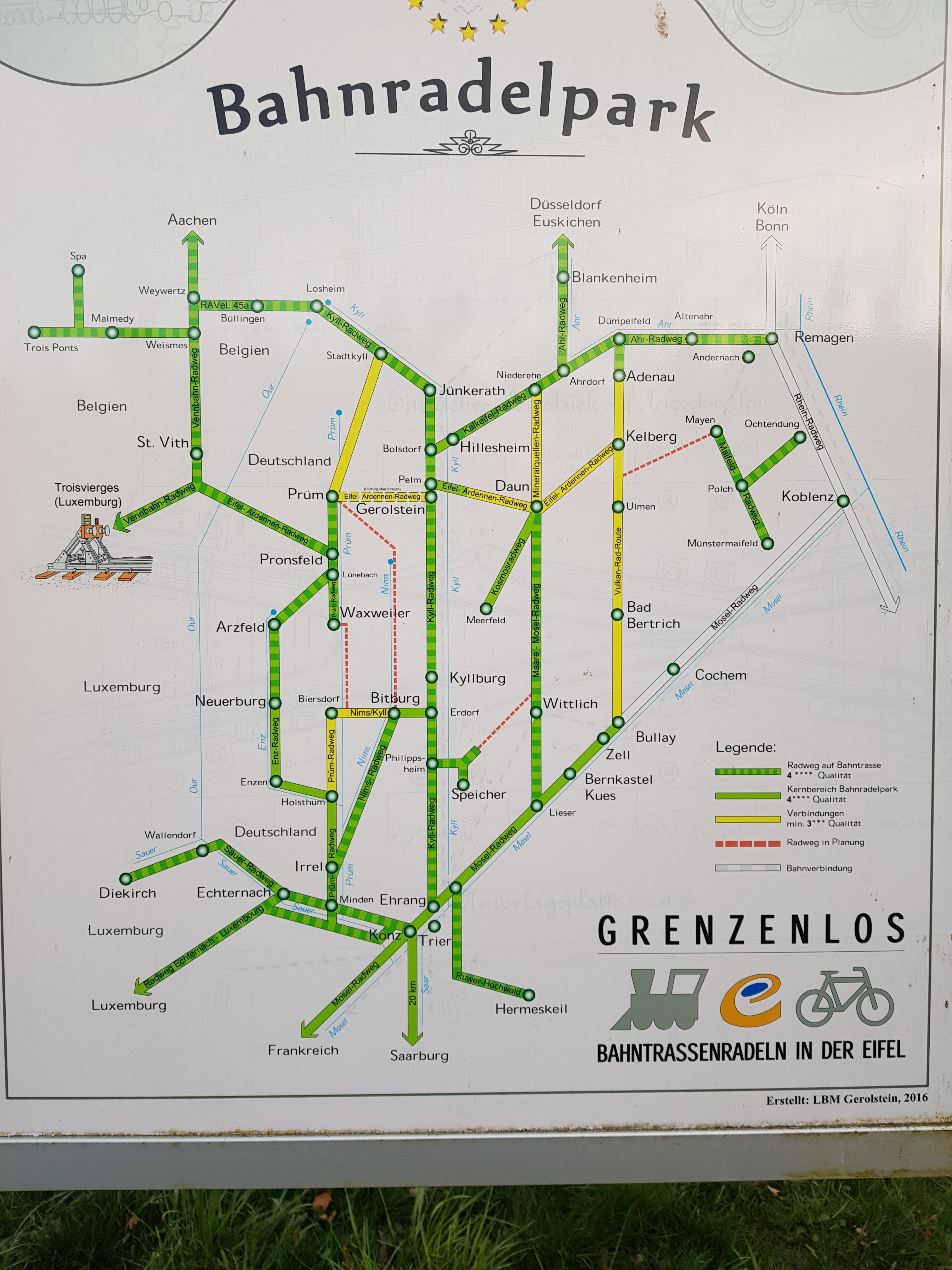
Bahnradelpark Bahntrassenradwege in der Eifel

Waxweiler, im Naturpark Südeifel, nennt sich „Blumenstädtchen“. Es besitzt eine vielfältige Vereinsstruktur für diverse Kultur-, Sport- und Freizeitaktivitäten.
Es bietet Freibad, Campingplätze und Wohnmobilstellplatz sowie Gastronomie mit Übernachtungsmöglichkeiten. Im Ort sind das Haus des Gastes, das Devonium- und das Römer-Museum.
Durch den Prümtal-Radweg auf der ehemaligen Bahnstrecke ist Waxweiler mit dem Netz der Bahntrassenradwege verbunden. Der Jakobsweg durchquert den Ort.
Waxweiler ist über die L 12 und L 33 an die Anschlussstelle Nr. 5 Waxweiler der Bundesautobahn 60 E29/E42 angeschlossen.
Einmal im Jahr findet in Waxweiler der Eifelmarathon statt. Es werden unterschiedliche Distanzen vom Kinderlauf bis zum Ultramarathon angeboten. Veranstalter ist der Verein Eifelmarathon e. V.